# Baillargues
Baillargues is een gemeente in het Franse departement Hérault (regio Occitanie). De plaats maakt deel uit van het arrondissement Montpellier. Baillargues telde op 1 januari 2022 7.793 inwoners.

## Geografie
De oppervlakte van Baillargues bedroeg op 1 januari 2022 7,68 vierkante kilometer; de bevolkingsdichtheid was toen 1.014,7 inwoners per km².

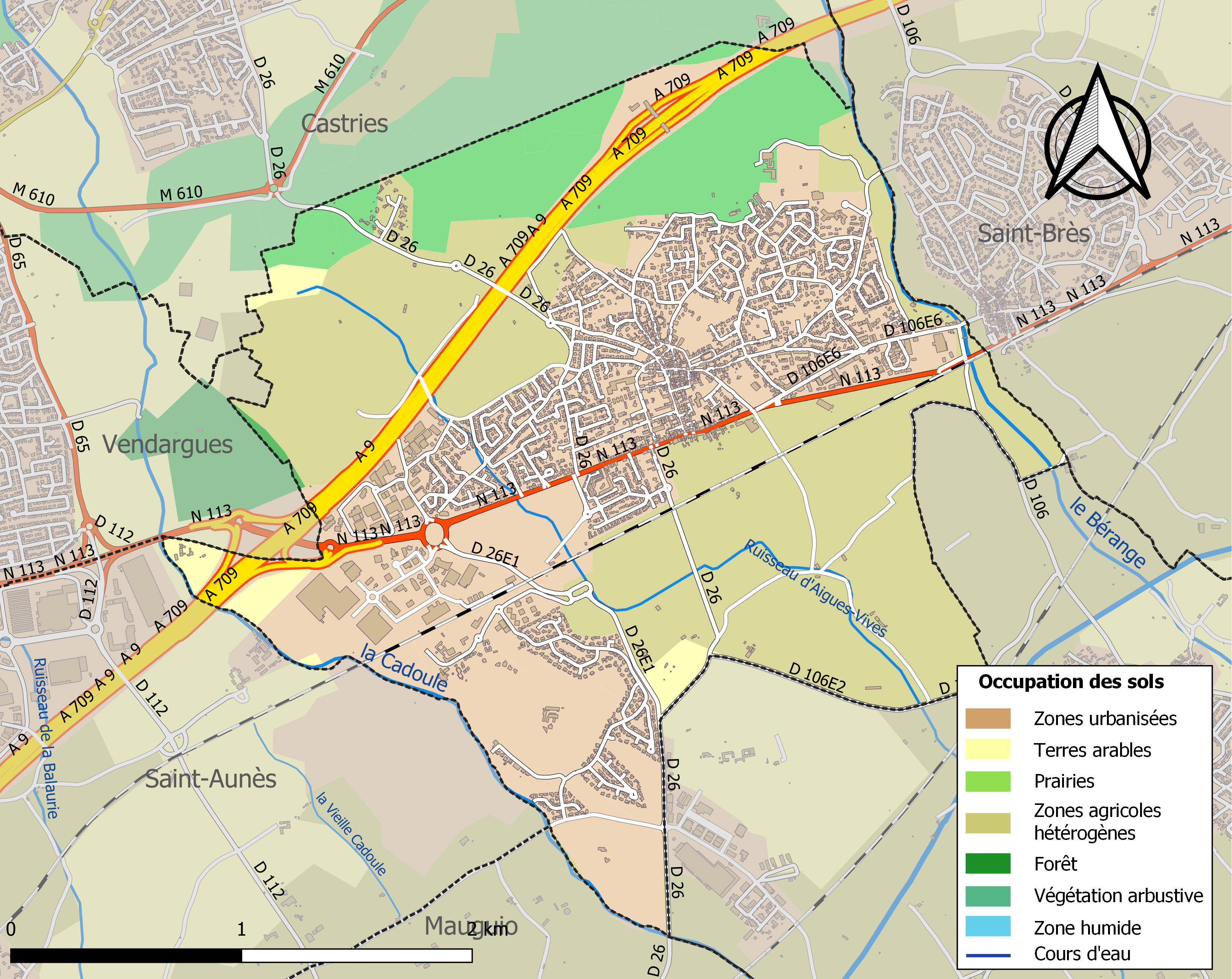
Kaart van de gemeente met belangrijkste infrastructuur, bodemgebruik en omliggende gemeenten

## Demografie
Onderstaande figuur toont het verloop van het inwonertal (bron: INSEE-tellingen).

## Externe links

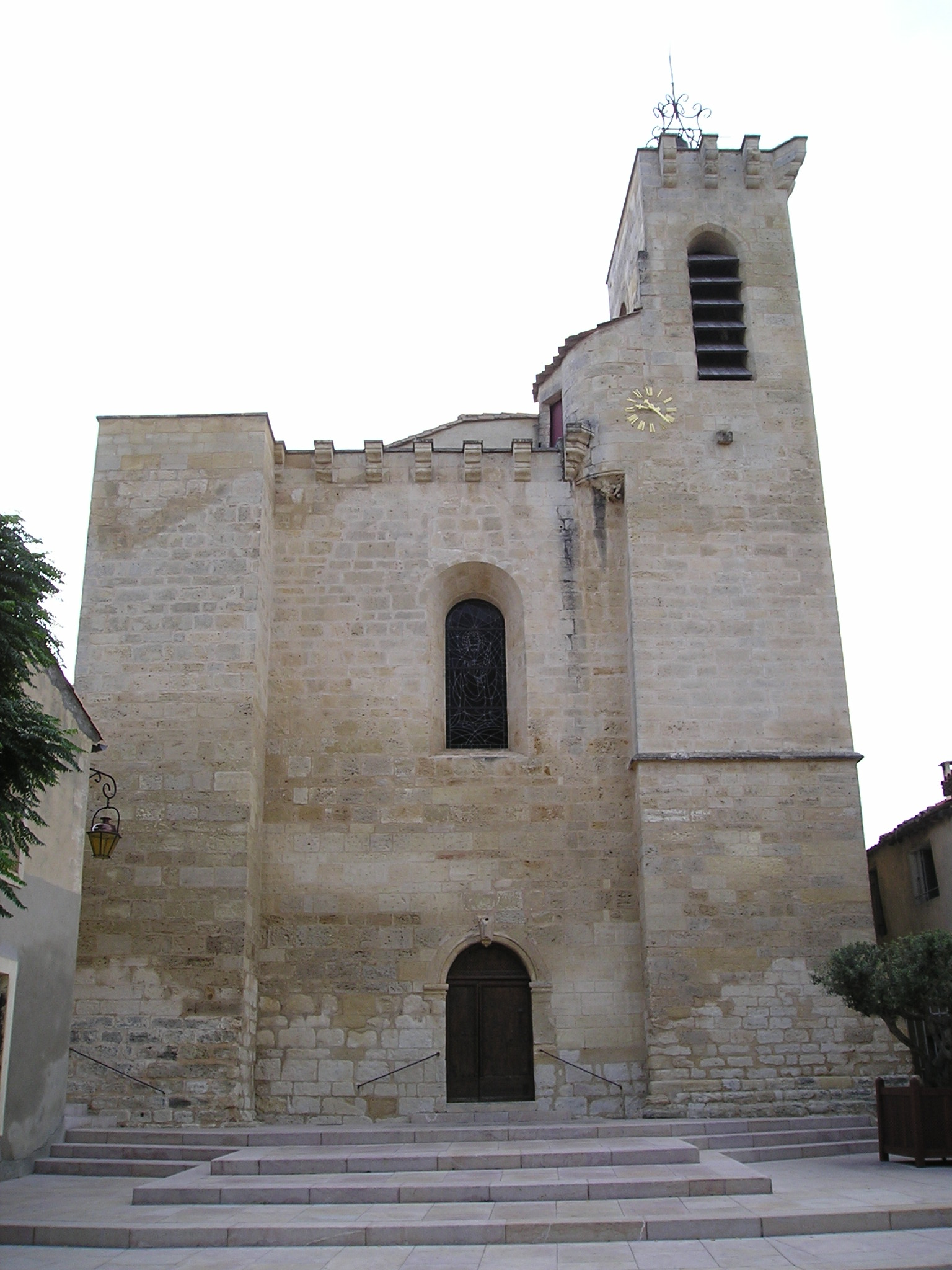
Église Saint-Julien
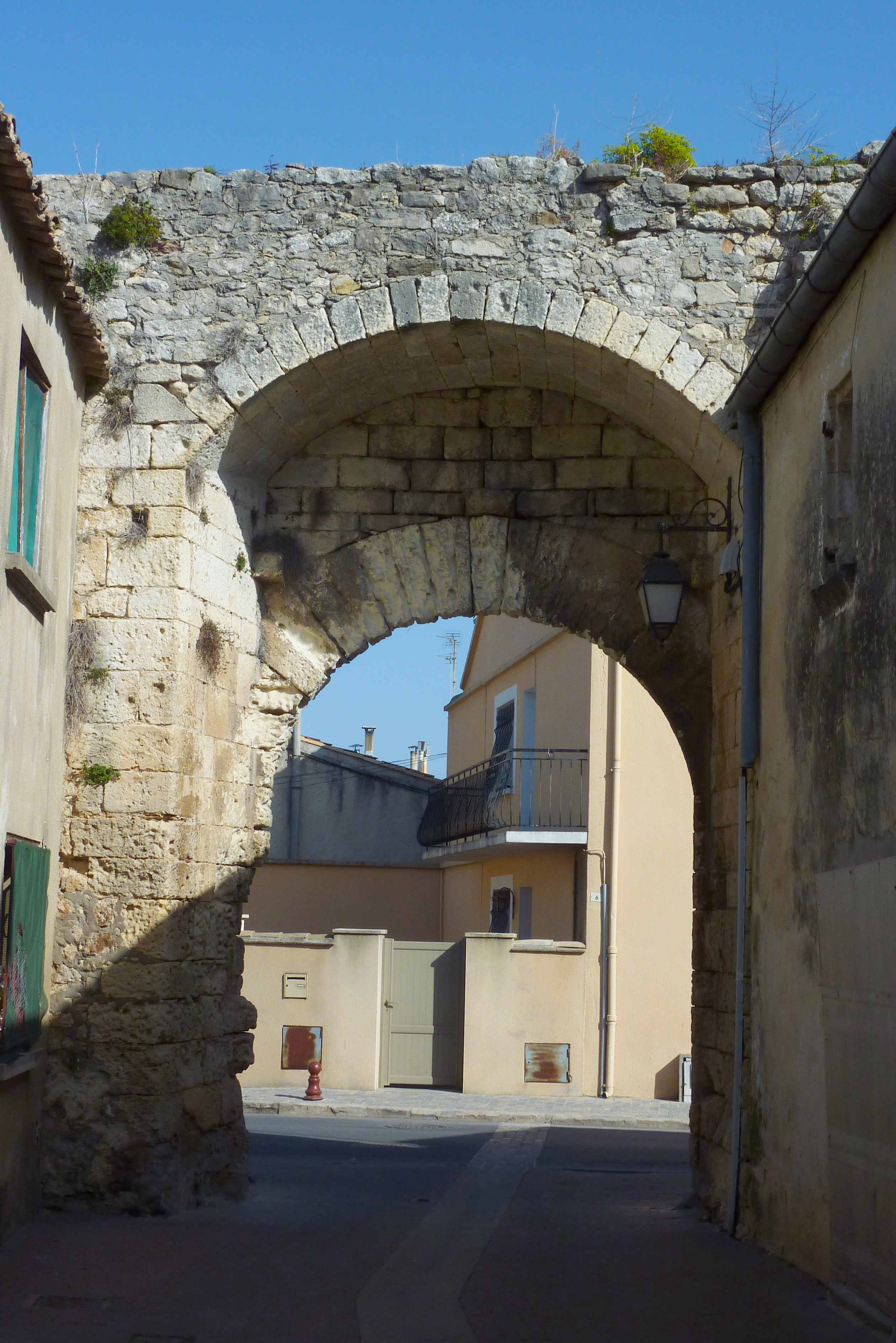
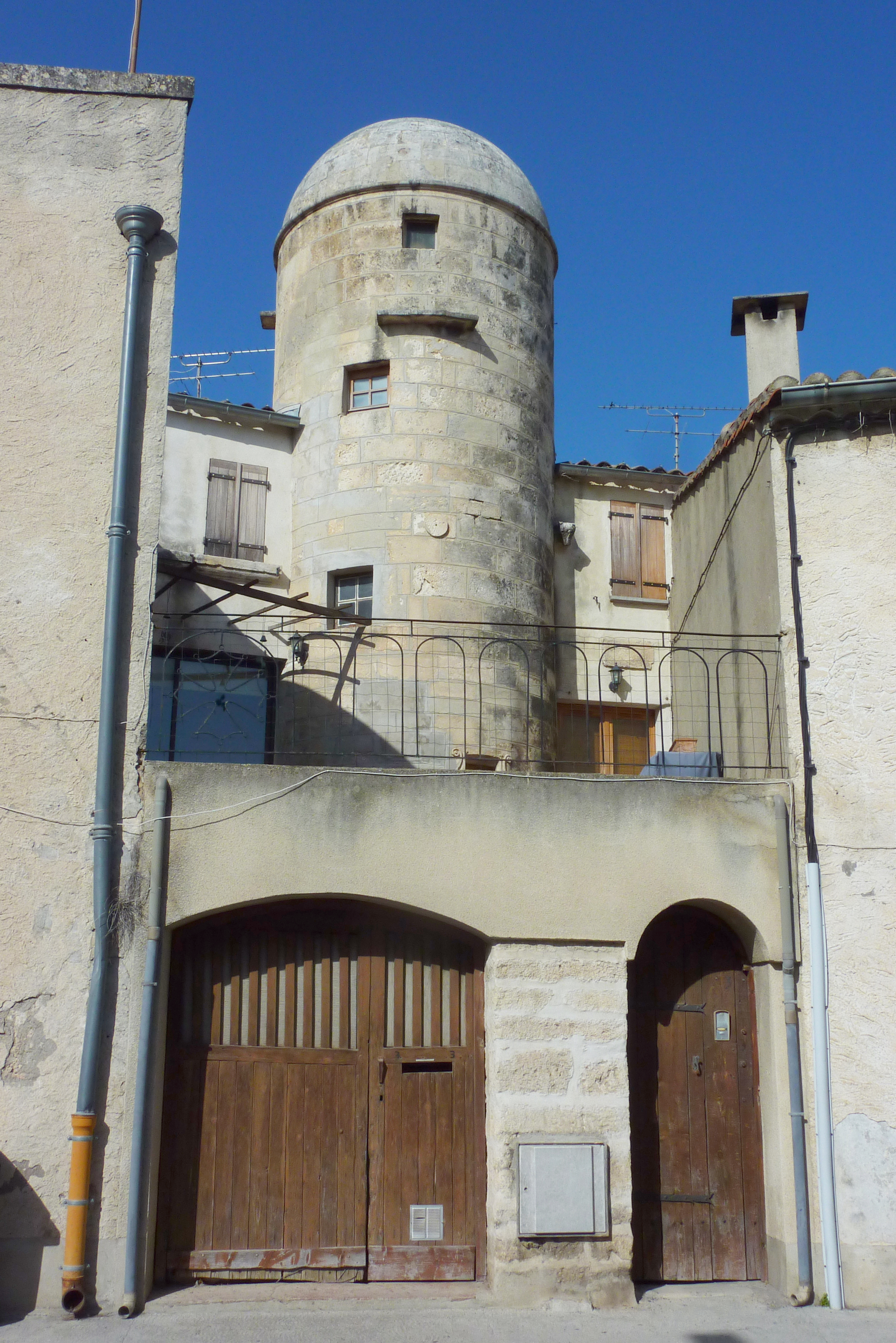
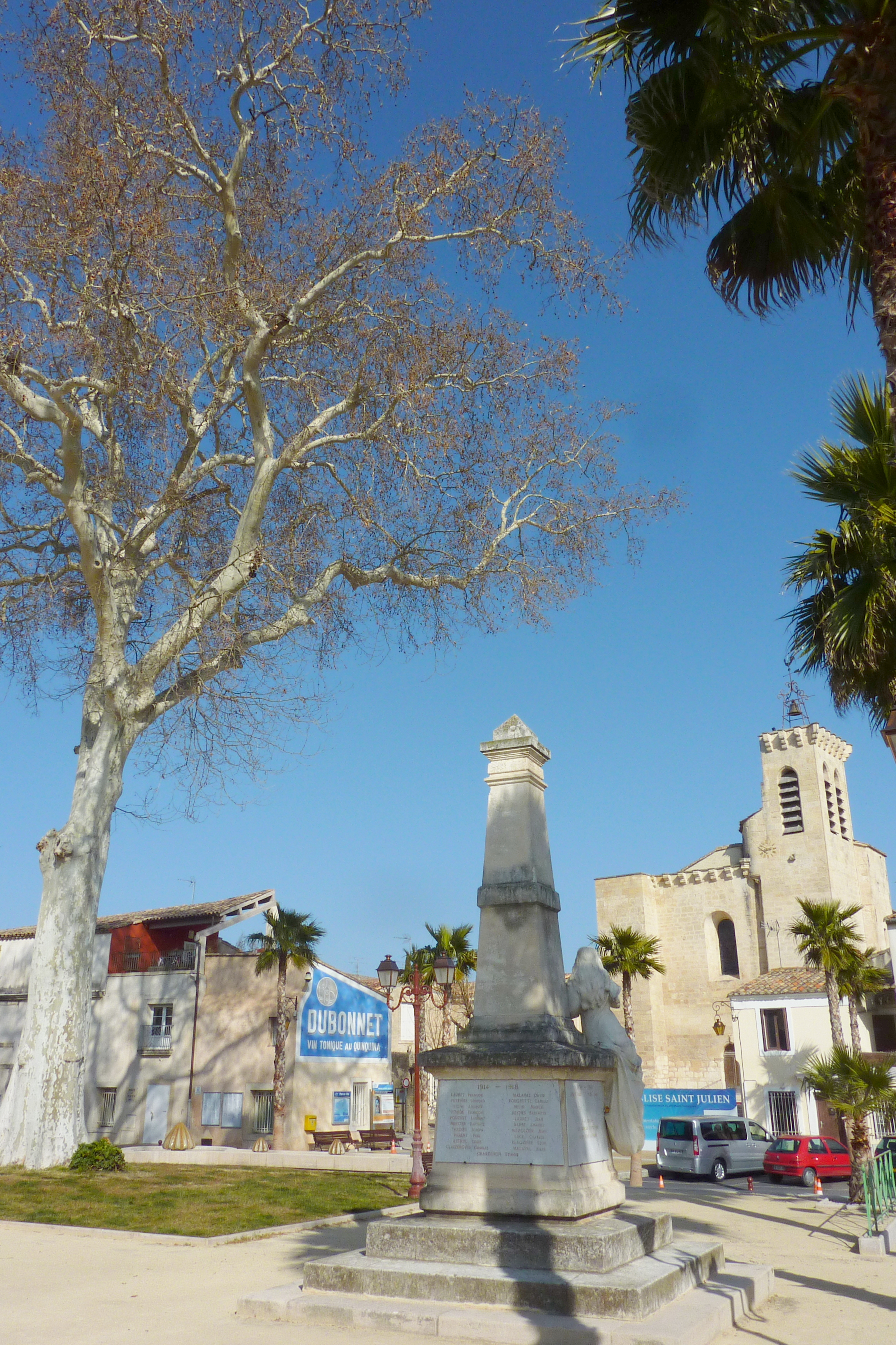
Oorlogsmonument
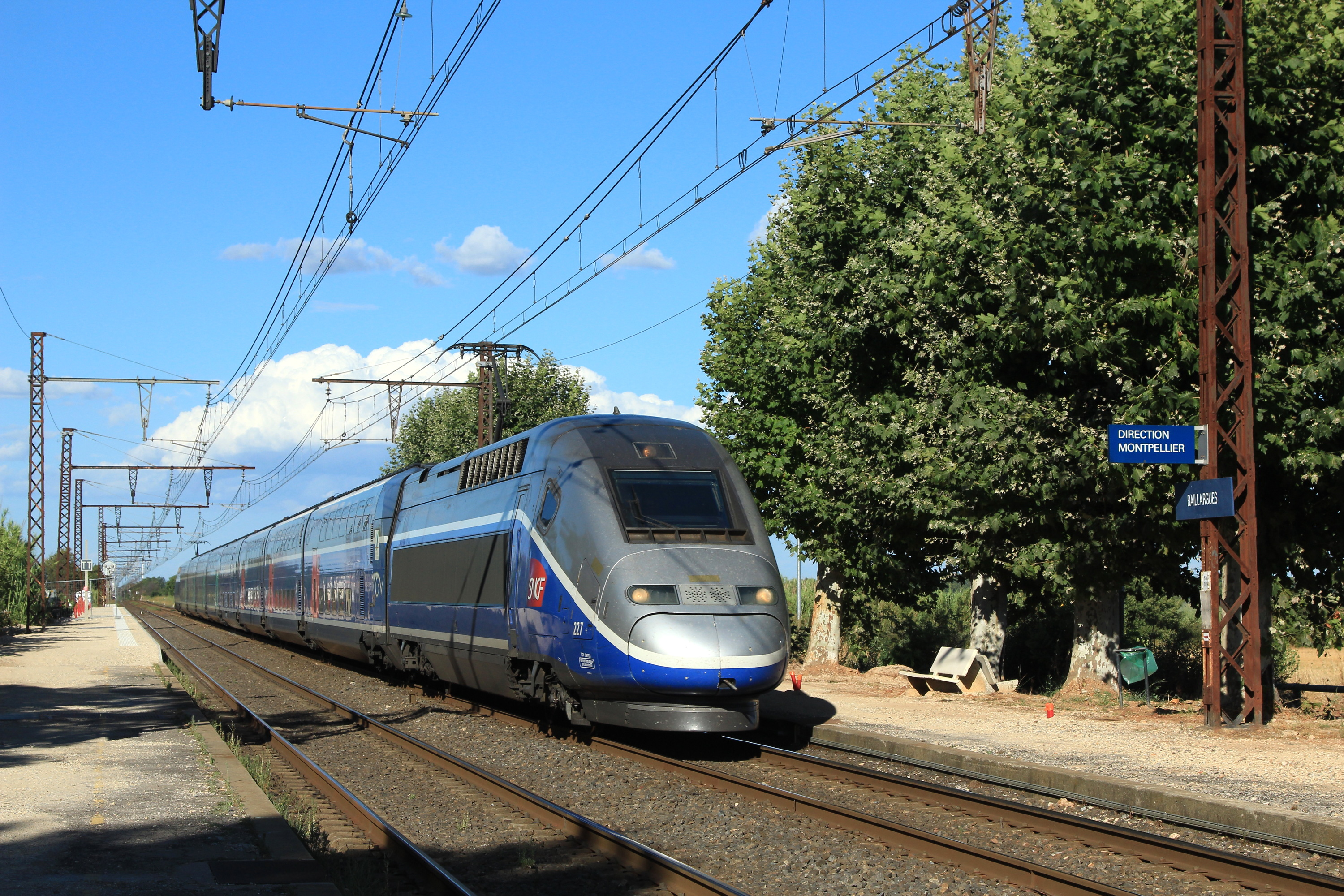
Station Baillargues met passerende TGV Duplex